# Alexandru Rogobete
Alexandru-Florin Rogobete Născut în Anina jud Caras-Severin (n. 21 aprilie 1991, Timișoara, România) este un politician român, ales deputat de Prahova în 2024 din partea PSD, și ministru al sănătății în guvernul Ilie Bolojan.

## Studii
Alexandru Rogobete a absolvit Facultatea de Chimie din cadrul Universității de Vest din Timișoara în anul 2013, iar în anul 2015 a absolvit studiile de masterat în chimie la aceeași Universitate.
În anul 2019 a obținut a doua diplomă de licență (doctor-medic) la Facultatea de Medicină, Universitatea de Medicină și Farmacie "Victor Babeș" din Timișoara, iar în anul 2022 a absolvit al doilea masterat, în managementul serviciilor sociale și de sănătate la aceeași universitate. Titlul de doctor în medicină a fost obținut în anul 2024, fiind absolvent al școlii doctorale din cadrul Universității de Medicină și Farmacie ”Victor Babeș” din Timișoara.
În contextul studiilor academice postuniversitare, Rogobete a publicat aproximativ 100 de articole științifice necesare pentru obținerea titlurilor academice, și a fost implicat în unele studii privind pacienții din secțiile de terapie intensivă. Mentorul său era în acea perioadă Dorel Săndesc, directorul Spitalului Județean din Timișoara și președintele Asociației de Anestezie și Terapie Intensivă din România.

## Cariera politică
După obținerea titlurilor academice, a renunțat la activitatea de cercetare, precum și la cea medicală, suspendându-și rezidențiatul, și s-a implicat în politică. În februarie 2023, Rogobete a fost numit secretar de stat în Ministerul Sănătății, unde a coordonat implementarea Planului Național de Redresare și Reziliență (PNRR) în domeniul sănătății, plan care implica finanțarea în valoare de circa 2,1 miliarde de euro pentru modernizarea infrastructurii medicale din România și îmbunătățirea serviciilor pentru pacienți.
În decembrie 2024, Rogobete a fost ales deputat și a preluat funcția de președinte al Comisiei pentru Sănătate și Familie din Camera Deputaților.

### Ministru al sănătății (2025–prezent)
În iunie 2025, a fost numit ministru al sănătății în guvernul Ilie Bolojan. Pe 6 iulie, el și-a descris prioritățile cheie în calitate de ministru.